# Солодниковский сельсовет
Солоднико́вский сельсове́т — упразднённые сельсовет и сельское поселение Черноярского района Астраханской области, административный центр — село Солодники.

## История
6 августа 2004 года в соответствии с Законом Астраханской области № 43/2004-ОЗ установлены границы муниципального образования, сельсовет наделен статусом сельского поселения.
Законом Астраханской области от 1 июня 2016 года № 27/2016-ОЗ, 1 сентября 2016 года были преобразованы, путём их объединения, «Вязовский сельсовет», «Каменноярский сельсовет», «Село Зубовка», «Село Поды», «Село Солёное Займище», «Село Ступино», «Солодниковский сельсовет», «Старицкий сельсовет» и «Черноярский сельсовет» — в «Черноярский сельсовет», наделённый статусом сельского поселения, с административным центром в селе Чёрный Яр.

## Население
| 2010 | 2012  | 2013  | 2014  | 2015  | 2016  |
| ---- | ----- | ----- | ----- | ----- | ----- |
| 1716 | ↘1687 | ↘1653 | ↘1636 | ↘1633 | ↘1620 |

## Состав сельского поселения
| № | Населённый пункт | Тип населённого пункта       | Население |
| - | ---------------- | ---------------------------- | --------- |
| 1 | Зелёный Сад      | посёлок                      | →59       |
| 2 | Солодники        | село, административный центр | ↘1574     |